# جوردن روبرتسون
جوردن روبرتسون (بالإنجليزية: Jordan Robertson)‏ (12 فبراير 1988 شفيلد المملكة المتحدة - ) هو لاعب كرة قدم بريطاني يلعب كمهاجم.

## روابط خارجية
- جوردن روبرتسون على موقع قاعدة بيانات كرة القدم.إي يو (الإنجليزية)
- جوردن روبرتسون على موقع Soccerbase.com (لاعب) (الإنجليزية)